# Mouvement des forces démocratiques de la Casamance

Flagge der MFDC

Die Mouvement des forces démocratiques de la Casamance (kurz MFDC; frz. „Bewegung der demokratischen Kräfte der Casamance“) war eine politische Gruppe, die sich nach eigenem Verständnis für die Rechte der Bewohner der Casamance im Süden Senegals einsetzte. Klimatisch unterscheiden sich die regenreichere und fruchtbare Casamance und der wesentlich trockenere Norden Senegals signifikant, so dass die Casamance in Friedenszeiten landwirtschaftliche Überschüsse produzierte, die einen wichtigen Bestandteil der Nahrungsmittelversorgung von ganz Senegal darstellte.

## Ethnischer Hintergrund
Die MFDC nahm für sich in Anspruch, für alle Bewohner der Casamance zu sprechen und präsentierte sich als regional basierte, multiethnische Bewegung. Programmatik, Symbolik und Operationsgebiet der MFDC wiesen aber einen starken Bezug auf die Volksgruppe der Diola auf. Ob der MFDC sich ausschließlich aus Mitgliedern der Volksgruppe der Diola zusammensetzte, war umstritten. Eine einseitig religiöse Fundierung der Identität des MFDC konnte aber ausgeschlossen werden, da wichtige Funktionäre des MFDC sowohl muslimische als auch katholische Religionszugehörigkeit aufwiesen.
Amnesty International wies 1999 anlässlich von Feuerüberfällen der MFDC auf die Stadt Ziguinchor darauf hin, dass die Menschenrechtsorganisation schon seit Jahren die straflos gebliebenen Übergriffe der MFDC gegen unbewaffnete Zivilisten verurteilt hatte, gegen Chefs traditioneller Gemeinschaften oder gegen aus anderen Teilen Senegals zugezogene Personen, die sie unter dem Verdacht der Kollaboration mit der senegalesischen Regierung hatte. Dutzende von Bürgern, einschließlich Frauen und Kinder waren Opfer von Misshandlung, Folter und willkürlichen Tötungen geworden. Einige dieser Taten schienen von der MFDC auf der Grundlage von ethnischen Kriterien begangen worden zu sein. Angehörige der Ethnien der Manjak, Mandingo, Balante und Mancagne wurden oft zur Zielscheibe der MFDC, weil sie glaubte, dass diese Ethnien sich dem Kampf um die Unabhängigkeit der Casamance nicht anschlössen.
Innerhalb Senegals bilden die Diola eine Minderheit von 6 % der Bevölkerung, die sich in der Casamance konzentriert, einer Region, die durch den Staat Gambia vom übrigen Staatsgebiet getrennt liegt.

## Organisatorischer Aufbau
Organisatorisch besteht die MFDC aus drei Säulen: die Inlandsorganisation, die Auslandsorganisation und dem Atika als bewaffneten Arm. Der Einfluss der formal mit der höchsten Entscheidungskompetenz versehenen Inlandsführung erodierte im Laufe der Zeit zugunsten der Auslandsorganisation und insbesondere zu Gunsten des bewaffneten Arms. So konnte Diamancoune Senghor, der als Generalsekretär das formal höchste Amt der MFDC bekleidete, sich mit seinen Appellen an die Kämpfer, die Waffenstillstandsabkommen zu respektieren, nie durchsetzen. Die MFDC war im Laufe ihrer Geschichte kontinuierlich von Zersplitterungen und internen, teilweise bewaffneten, Konflikten gekennzeichnet.
Über die Auslandsorganisation ist nur wenig bekannt.
Der bewaffnete Arm (Atika) wurde 1985 gegründet. Die militärische Ausbildung wurde von Casamancais (Einwohner der Casamance) übernommen, die zuvor in der französischen Armee gedient hatten. Das Gros der Kämpfer wurde neben diesen Veteranen von jungen Männern der Region gebildet.

## Geschichte
Es existierten bereits seit längerem Autonomie- und Unabhängigkeitsbestrebungen als zu Beginn der 1980er Jahre die Spannungen zwischen den Diola und der Zentralregierung in Dakar zunahmen. Die MFDC organisierte dabei Demonstrationen und Protestzüge, woraufhin die senegalesische Regierung 1982 die Verhaftung der politischen Führung der MFDC anordnete. Dies hatte jedoch nur eine weitere Eskalation der Situation zur Folge, die sich schließlich im bewaffneten Casamance-Konflikt entlud.
Bewaffnete Zwischenfälle gab es seit 1983; die Situation verschärfte sich allerdings dramatisch im Jahr 1990 dadurch, dass die MFDC nun die Unterstützung Guinea-Bissaus erhielt. Die MFDC attackierte dabei vor allem Militärstützpunkte, während die senegalesische Armee die Hochburgen der Separatisten, vor allem in der im Westen der Casamance gelegenen Region Ziguinchor, aber auch Nachschubbasen im Nachbarland Guinea-Bissau angriff. Bei den Kämpfen kamen Hunderte von Zivilisten ums Leben, weitere Tausende flohen aus der Region in den Norden oder nach Gambia und Guinea-Bissau. Im Laufe der 1990er Jahre wurden immer wieder Waffenstillstandsabkommen unterzeichnet, von denen allerdings keines sehr lange hielt. In den Blickpunkt der Öffentlichkeit geriet der Konflikt insbesondere, als vier französische Touristen den Kämpfen zum Opfer fielen; beide Seiten beschuldigten sich gegenseitig, für die Tat verantwortlich zu sein.
Die MFDC wurde 1982 auf Betreiben von Mamadou Sané und dem katholischen Priester Abbé Augustin Diamacoune Senghor gegründet. Sie trat im Dezember des gleichen Jahres erstmals während einer Demonstration gegen die senegalesische Regierung öffentlich in Erscheinung. Das Jahr 1983 war gekennzeichnet von zwei symbolisch wichtigen Übergriffen der Sicherheitskräfte, welche zu einer Radikalisierung der Bewegung beitrugen. Ab 1985 folgte auf Anweisung der politischen Führung des MFDC der Aufbau des bewaffneten Arms der MFDC (Atika = Diola für „Krieger“) unter der Leitung von Sidi Badji.
Erst fünf Jahre nach Gründung trat der Atika 1990 mit bewaffneten Operationen gegen senegalesische Sicherheitskräfte in Erscheinung. Der Atika spaltete sich 1992 in Front Nord und Front Sud, da die Front Sud in Übereinstimmung mit Diamancoune Senghor ein Friedensabkommen nicht akzeptierte, welches Sidi Badji 1991 mit Dakar ausgehandelt hatte (Cacheu-Abkommen).
Die Spaltung vertiefte sich 1993 durch unterschiedliche Bewertung eines weiteren Waffenstillstandsabkommen mit der senegalesischen Regierung. Die Front Nord war zu Beginn deutlich schlagkräftiger und konnte sich für längere Zeit in Gebieten um Bignona an der Grenze zu Gambia festsetzen.
Im Laufe der Jahre sahen sich sowohl Front Nord als auch Front Sud mit weiteren internen Spaltungsprozessen ausgesetzt, die besonders bei letzterer die Institutionalisierung einer schlagkräftigen Struktur verhinderten. Durch die stetigen Spaltungsprozesse und die häufigen internen Kämpfe war es lange Zeit sehr schwer, die Organisationsstrukturen der MFDC-Atika zu beschreiben. Die senegalesische Regierung hatte häufig Schwierigkeiten, jene Personen zu identifizieren, die bei Friedensverhandlungen glaubwürdig für die gesamte Organisation sprechen konnten.
Neben den Kämpfen gegen die senegalesischen Sicherheitskräfte und gegen andere Fraktionen des Atika waren Kämpfer der Front Sud auch aktiv an Kämpfen während der politischen Wirren in Guinea-Bissau Ende der 1990er Jahre beteiligt, bei denen sie auf der Seite des Generals Ansumané Mané eingriffen.
Hoffnung auf eine dauerhafte Friedenslösung wurde durch das Scheitern der verschiedenen Waffenstillstandsabkommen in den 1990er Jahren immer wieder enttäuscht. Nicht zuletzt dank der Waffenflüsse aus Guinea-Bissau zugunsten der MFDC intensivierte sich der Konflikte zwischen der Front Sud und den Sicherheitskräften zum Ende ab 1997/1998. Dies führte dazu, dass trotz eines weiteren, 1997 unterzeichneten Waffenstillstands in der Zeit bis 2001 bei den Kämpfen rund 500 Menschen ums Leben kamen. Im März 2001 wollte Senghor dem durch ein weiteres Abkommen mit Dakar ein Ende bereiten. Die Regelung sah insbesondere die Räumung von Minen, die Rückkehr der Flüchtlinge und den Austausch von Gefangenen vor, ohne der Casamance Autonomie zu gewähren.
Verschiedene Fraktionen des Atika lehnten diese Regelung ab. Unterdessen wurde Jean-Marie François Biagui Nachfolger Senghors als Generalsekretär der MFDC. Auch Biagui setzte sich für eine Verhandlungslösung ein und berief hierzu am 6. Oktober 2003 in der Stadt Ziguinchor eine Versammlung der MFDC ein, die allerdings von den Hardlinern boykottiert wurde. Dies konnte den Weg zum formellen Friedensvertrag nicht verhindern, der am 30. Dezember 2004 zwischen dem senegalesischen Innenminister Ousmane Ngom und Diamacoune Senghor, nunmehr Ehrenvorsitzender der MFDC, unterzeichnet wurde. Trotz der Beilegung des eigentlichen politischen Konflikts wurden weiterhin Kampfhandlungen und bewaffnete Raubüberfälle aus der Casamance gemeldet, wobei deren politischer Charakter nur noch schwer zu beurteilen war.
Diamacoune Senghore starb am 15. Januar 2007 in Paris.